# Ян Тинберген
Ян Тинберген (на нидерландски: Jan Tinbergen, 12 април 1903 – 9 юни 1994) е холандски икономист. През 1969 г. заедно с Рагнар Антон Китил Фриш той получава първата Награда за икономически науки на Шведската банка в памет на Алфред Нобел за развитието и прилагането на динамични модели в анализа на икономическите процеси.
Ян Тинберген е по-голям брат на етолога Нико Тинберген, който получава Нобелова награда за физиология или медицина през 1973 г.